# تشات خور (شورآب)
تشات خور (بالفارسية: چاشت خور) هي قرية تقع في إيران في قسم شورآب الريفي. يقدر عدد سكانها بـ 281 نسمة بحسب إحصاء 2016.